# Liste des canaux de Murano
Cet article recense les canaux de Murano, île de la lagune de Venise en Italie.

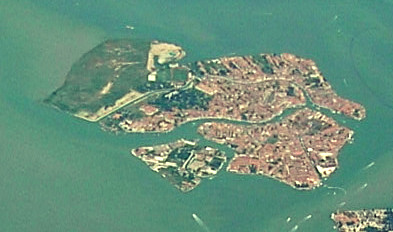
Vue aérienne de Murano, en direction du nord-est.

## Généralités

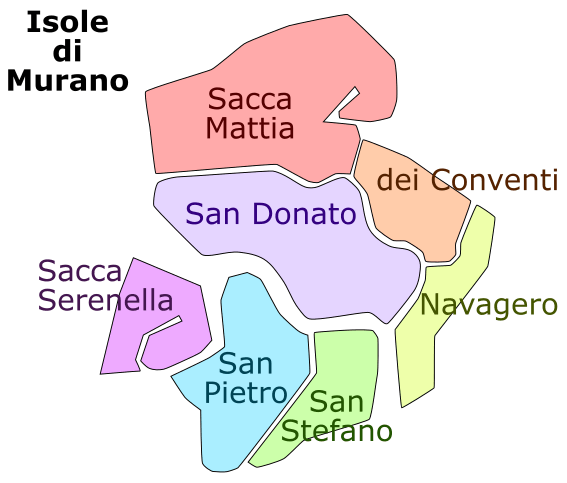
Carte des îles formant Murano.

Murano est composée sept îles distinctes, réparties en deux groupes :
- au nord : Sacca Mattia, San Donato, San Giuseppe et San Matteo
- au sud : Sacca Serenella, San Pietro Martire et Santo Stefano

## Canaux extérieurs

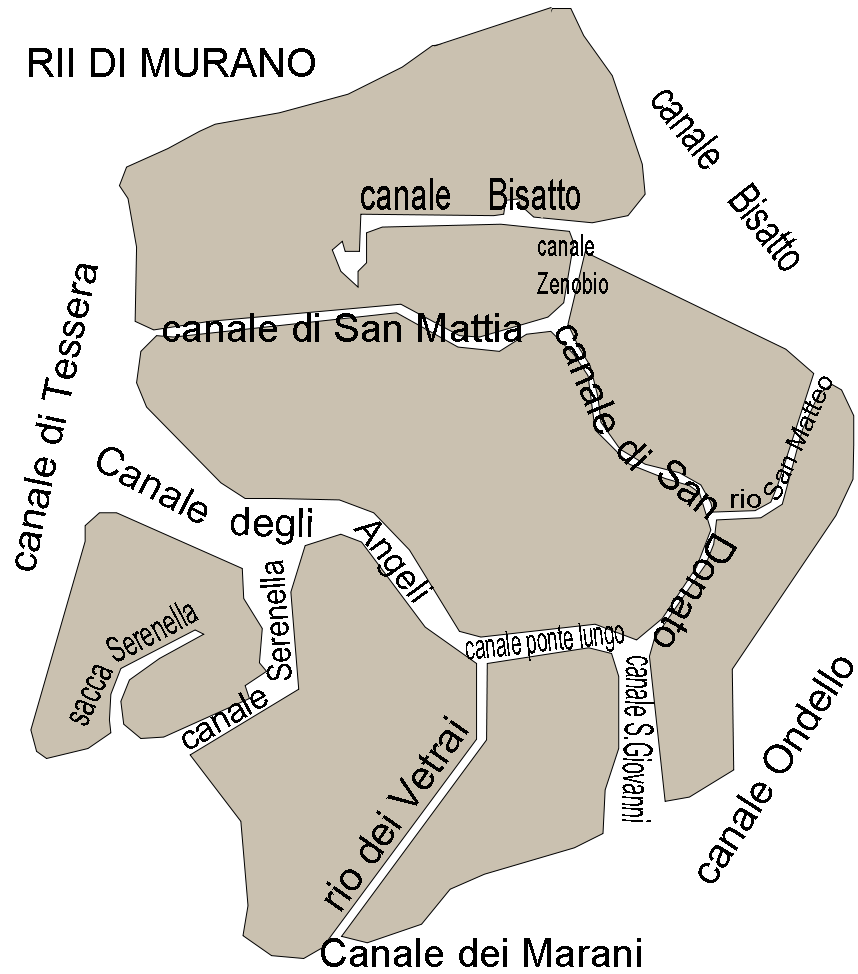
Carte des canaux de Murano.

Murano est située dans la lagune de Venise. Toutefois, les zones maritimes la bordant portent les noms suivants :
- canale di Tessera à l'ouest
- canale di Santa Maria au nord
- canale Ondello à l'est
- canale dei Marani ou delle Navi au sud (la séparant de San Michele)

## Canaux intérieurs
Les deux groupes d'îles formant Murano sont séparés par un canal principal, le Canal Grande di Murano, qui est orienté grossièrement d'ouest en est. Il est composé de trois sections :
- à l'ouest, le canale degli Angeli, séparant San Donato au nord de Sacca Serenella et San Pietro Martire au sud
- au centre, le canale Ponte Longo (ou Lungo), séparant San Donato au nord de Santo Stefano au sud
- à l'est, orienté du nord au sud, le canale San Giovanni, séparant Santo Stefano à l'ouest de San Matteo à l'est

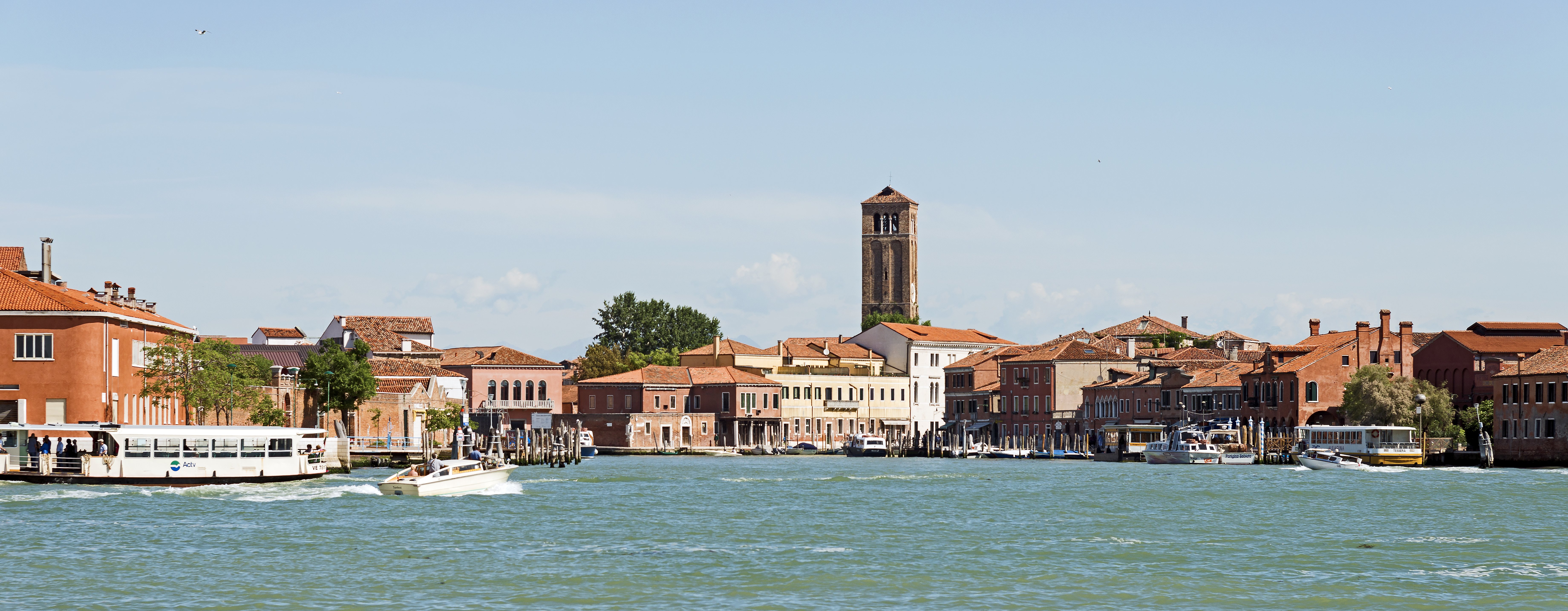
Canale San Giovanni vue de la lagune

Les autres canaux, plus petits, sont :
- Au nord du Canal Grande :
  - le canale Bisatto, séparant la partie orientale de Sacca Mattia et s'ouvrant sur la lagune
  - le canale di San Mattia, entre Sacca Mattia et San Donato
  - le canale Zenobio, entre Sacca Mattia et San Giuseppe
  - le canale di San Donato, entre San Donato, et San Giuseppe et San Matteo
  - le canale di San Matteo (ou rio di San Matteo), entre San Giuseppe et San Matteo

- Au sud du Canal Grande :
  - la sacca Serenella, divisant le sud de l'île du même nom
  - le canale Serenella, entre Sacca Serenella et San Pietro Martire
  - le rio dei Vetrai, entre San Pietro Martire et Santo Stefano

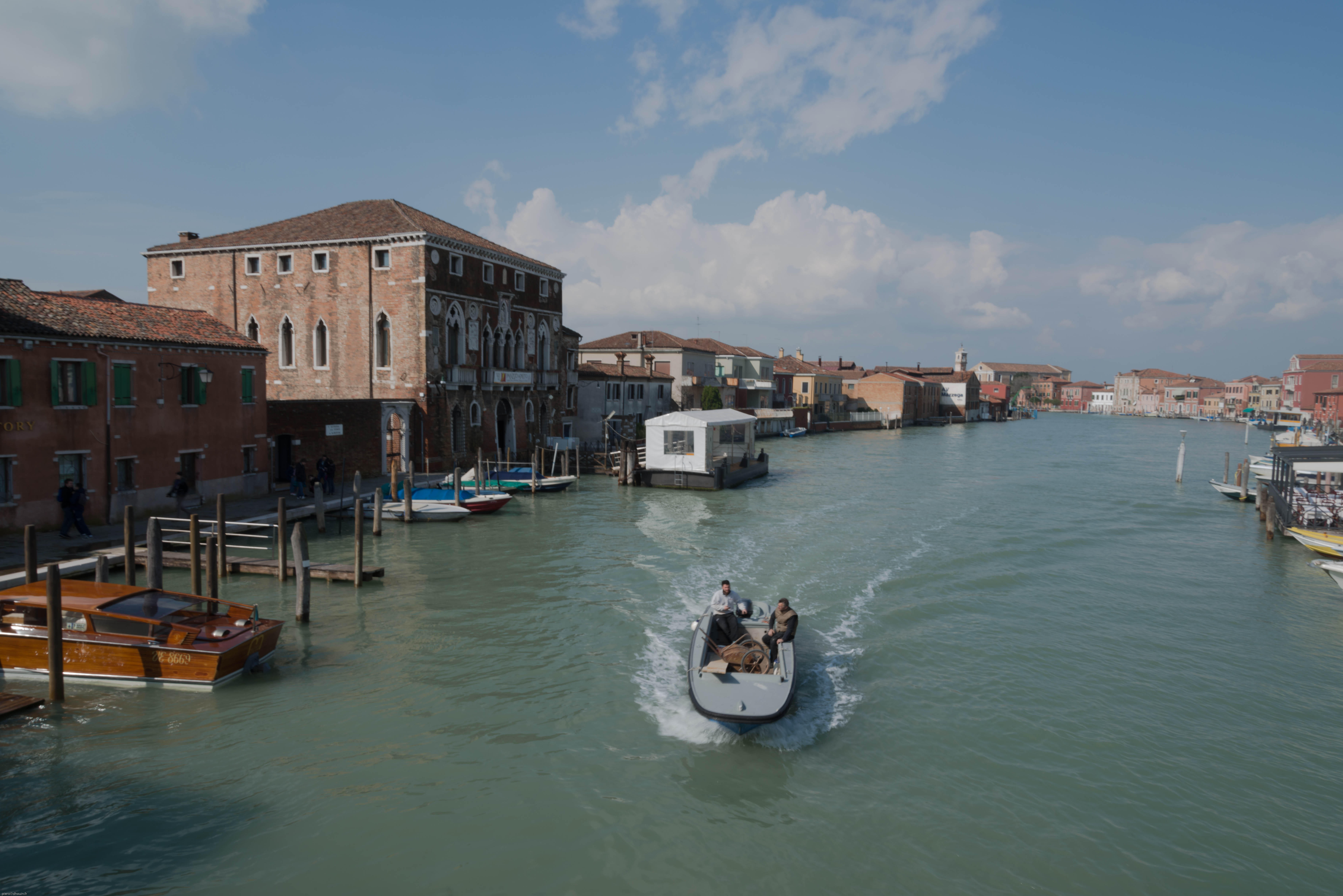
Canal degli Angeli
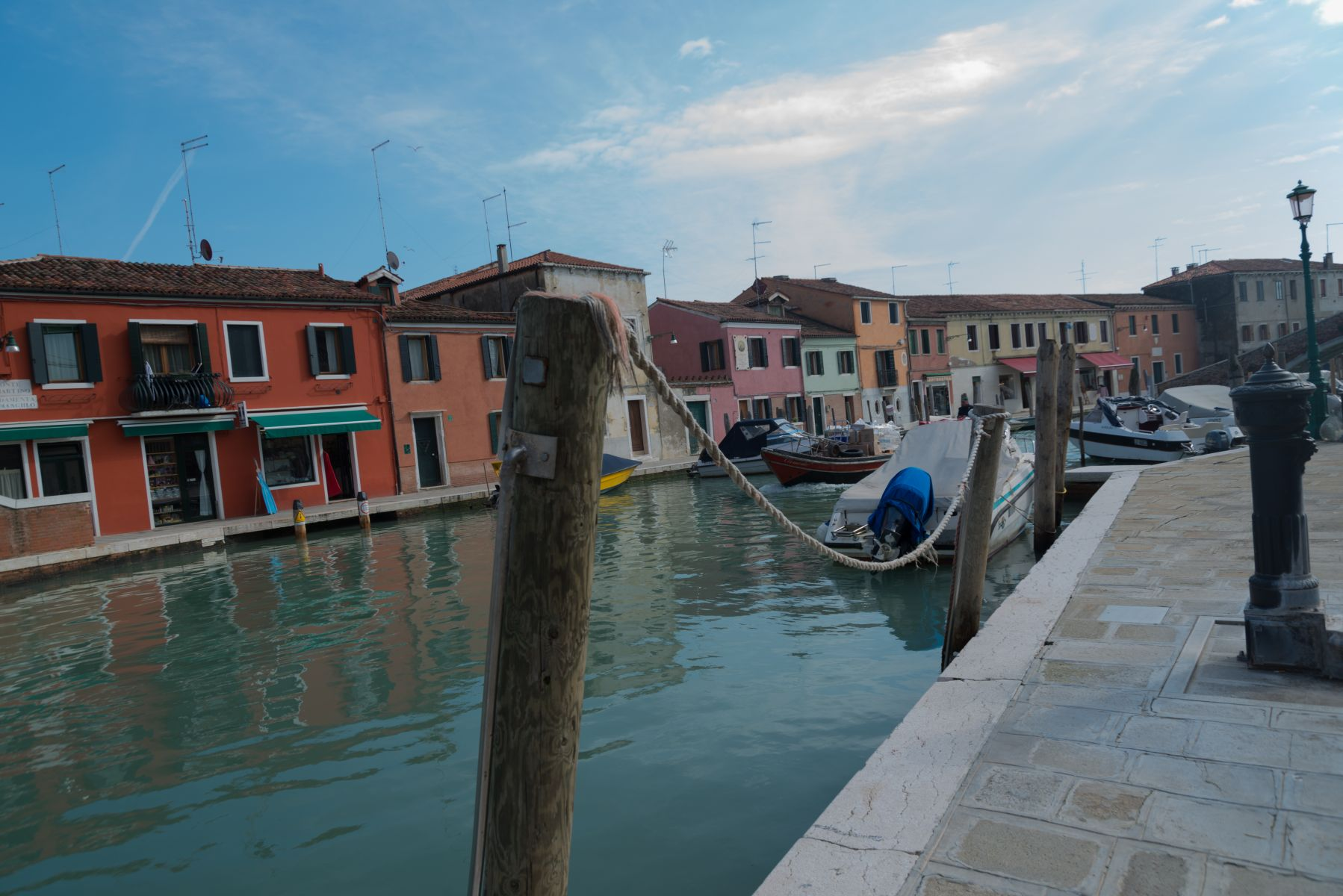
Canale di San Donato